# 2731 Cucula
2731 Cucula este un asteroid din centura principală, descoperit pe 21 mai 1982, de Paul Wild.